# Claude Saintpère
Pour les articles homonymes, voir Saint-Père.
Claude Saintpère, né le 11 février 1771 à Dijon et mort le 22 juillet 1854 dans sa ville natale, est un architecte et professeur d'architecture français.

## Biographie

### Famille

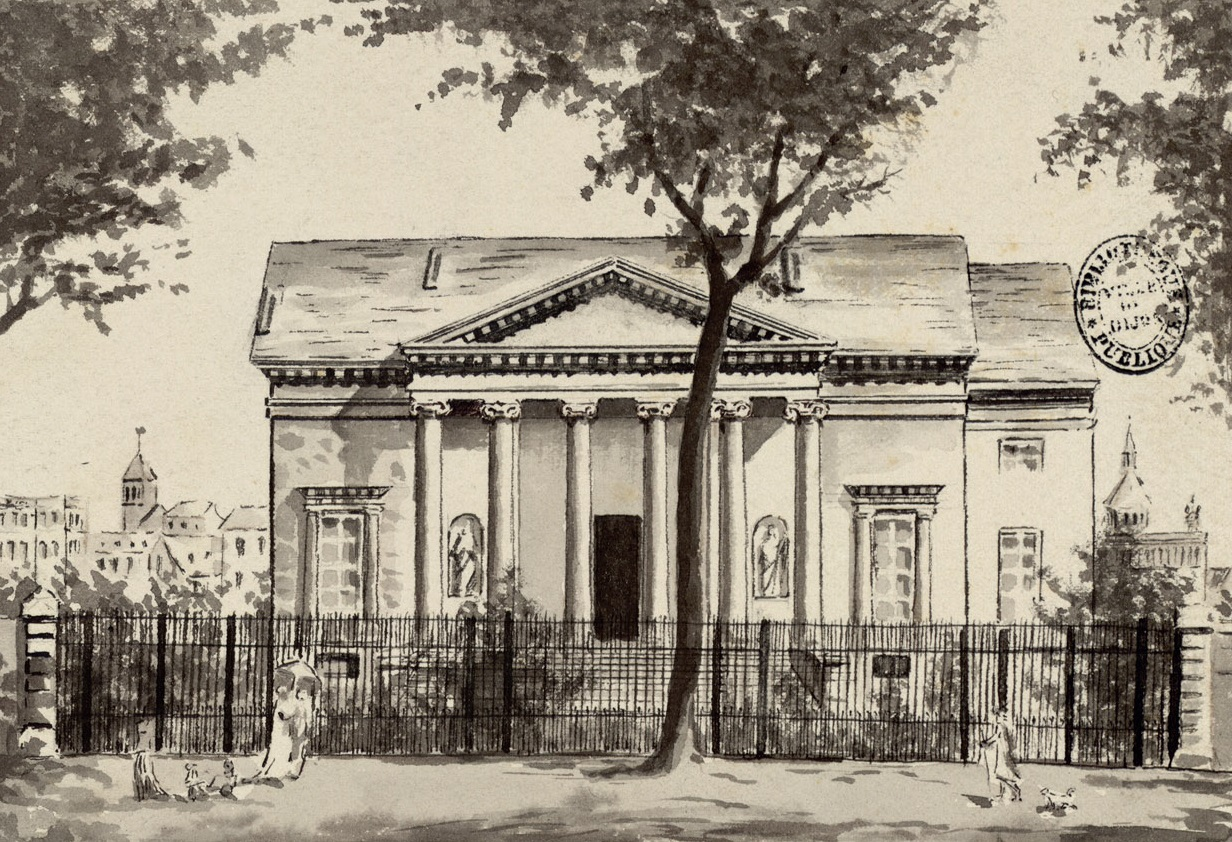
Hôtel Saint-Père, rue des Godrans, à Dijon.

Né à Dijon le 11 février 1771, Claude Saintpère est le fils de Marie Moline et de Charles Saint-Père (d) (1738-1791), architecte. Il est le petit-fils du sculpteur Claude Saint-Père (d) (1705-17..), le petit-neveu du sculpteur Claude-François Devosge, le neveu du peintre François Devosge et le cousin du peintre Anatole Devosge.
En 1803, Claude Saintpère épouse Philiberte-Lucile Gillote (1782-18..), fille d'un notaire de Nuits.
L'un de leurs enfants, Charles-Félix Saint-Père (d) (1804-1895), devient à son tour architecte dans les années 1830, ce qui a pu entraîner des confusions d'attribution entre ses premières réalisations et les dernières de son père. En 1867, il fait modifier son patronyme de « Saintpère » en « Saint-Père », conformément à un usage antérieur à la Révolution. Charles-Félix est le père de Gustave-Eugène Saint-Père (d) (1840-1911), également architecte.

### Formation et activités
Claude Saintpère étudie à l'École polytechnique, où il a pour maître Jean-Nicolas-Louis Durand. De retour à Dijon, il obtient un poste à l'École des beaux-arts fondée par son oncle François Devosge : nommé en 1809 adjoint au professeur d'architecture, Pierre-Joseph Antoine (d), il succède à ce dernier le 28 juin 1814.
Chargé depuis 1811 de restaurer la cathédrale Saint-Bénigne de Dijon, Saintpère en reconstruit le portail entre 1813 et 1817.
Saintpère est à l'initiative de la reconstitution des tombeaux des ducs de Bourgogne, dont il a réuni de nombreux fragments. En 1819, il obtient le financement de ces travaux par le conseil général de la Côte-d'Or. Pour remplacer l'un des pleurants manquants, le sculpteur Jean-Baptiste Moreau a représenté l'architecte. Ce détail amusera Victor Hugo lors de sa visite à Dijon, en 1839 : « Il n'y a que trente-neuf figurines; la quarantième est remplacée par un monsieur en redingote le plus plaisant du monde. Qui est ce monsieur ? »
Entre 1821 et 1825, Saintpère est chargé de la restauration de la colonne romaine de Cussy-la-Colonne, qu'il rehausse et à laquelle il ajoute un chapiteau,. À la même époque, il édifie le portique de l'église Saint-Louis de Chanceaux, la mairie-lavoir de Reulle-Vergy et reconstruit l'église Saint-Nicolas de Panges.
En 1827, la commune de Saint-Martin-du-Mont lui commande les plans de plusieurs lavoirs et fontaines.
Outre d'importants travaux au château d'Agey, l'une des réalisations les plus notables de Saintpère est l'église Saint-Martin d'Arc-sur-Tille (1826-1833). On lui doit également l'église de Marsannay-la-Côte (1830-1839), dont le portique a été élevé en 1845 par Pierre-Paul Petit (d).
Claude Saintpère était membre de la Commission des antiquités du département de la Côte-d'Or.
Le 29 avril 1848, Saintpère, fervent royaliste, est révoqué de ses fonctions de professeur à l'École des beaux-arts de Dijon par le commissaire du gouvernement, James Demontry.
Claude Saintpère meurt le 22 juillet 1854 en son domicile dijonnais du no 30 de la rue des Godrans.

## Galerie

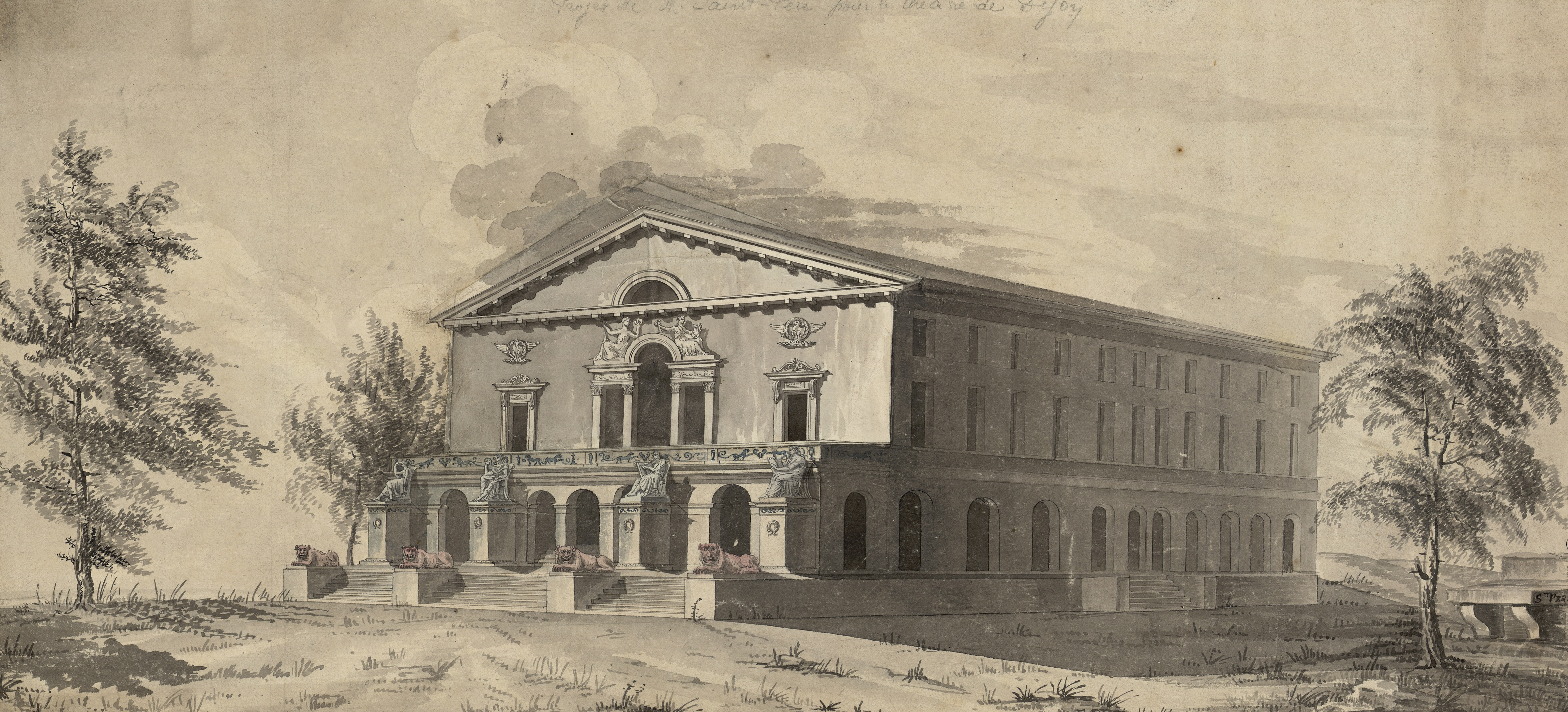
Projet pour le théâtre de Dijon (1807)
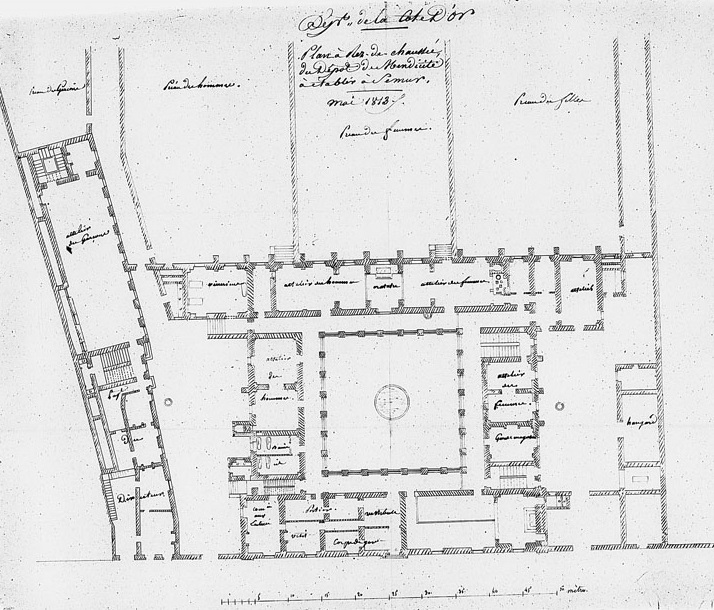
Projet pour la transformation en dépôt de mendicité de l'ancien couvent des Ursulines de Semur : plan du rez-de-chaussée (1813)
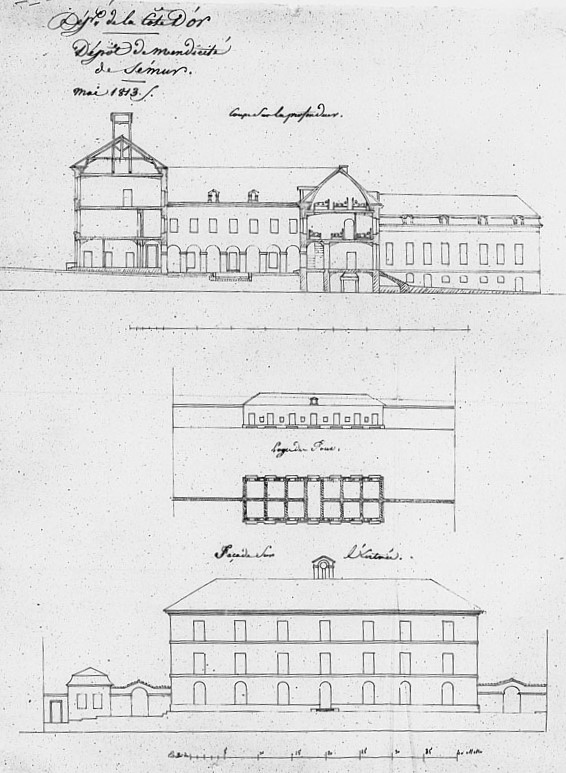
Même projet : coupe et élévations des façades (1813)
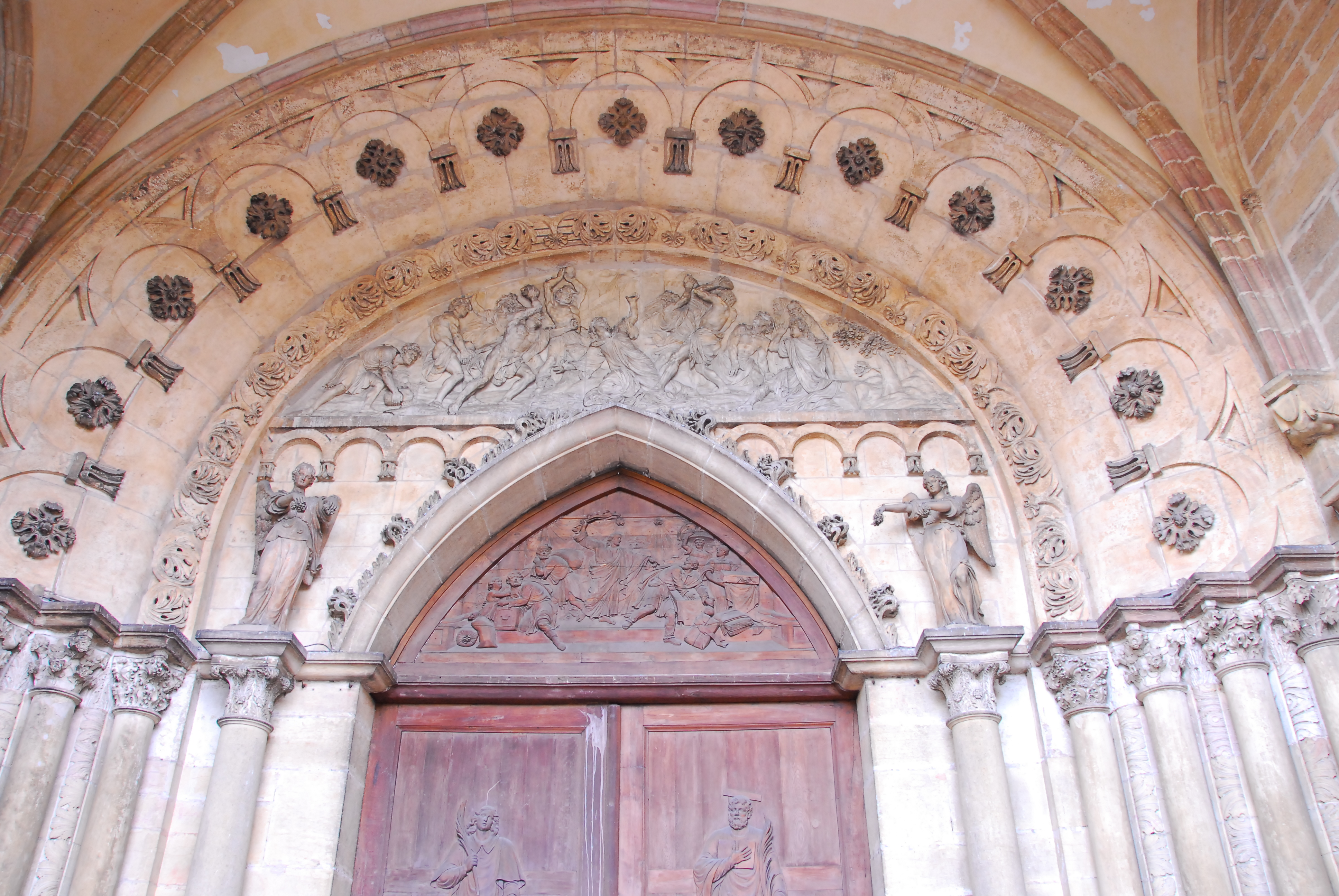
Portail de la cathédrale Saint-Bénigne de Dijon (1817)
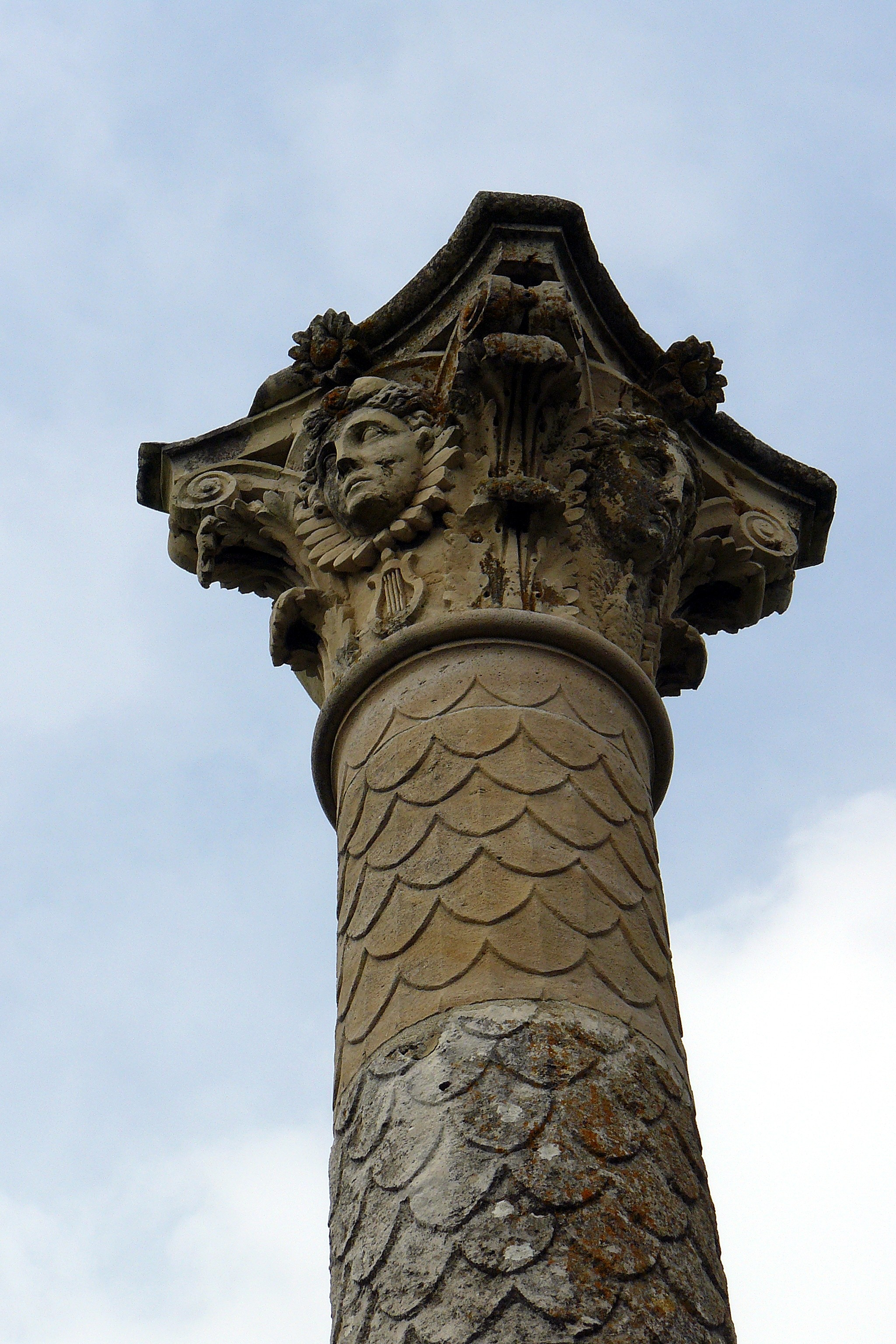
Chapiteau de la colonne de Cussy (1825)
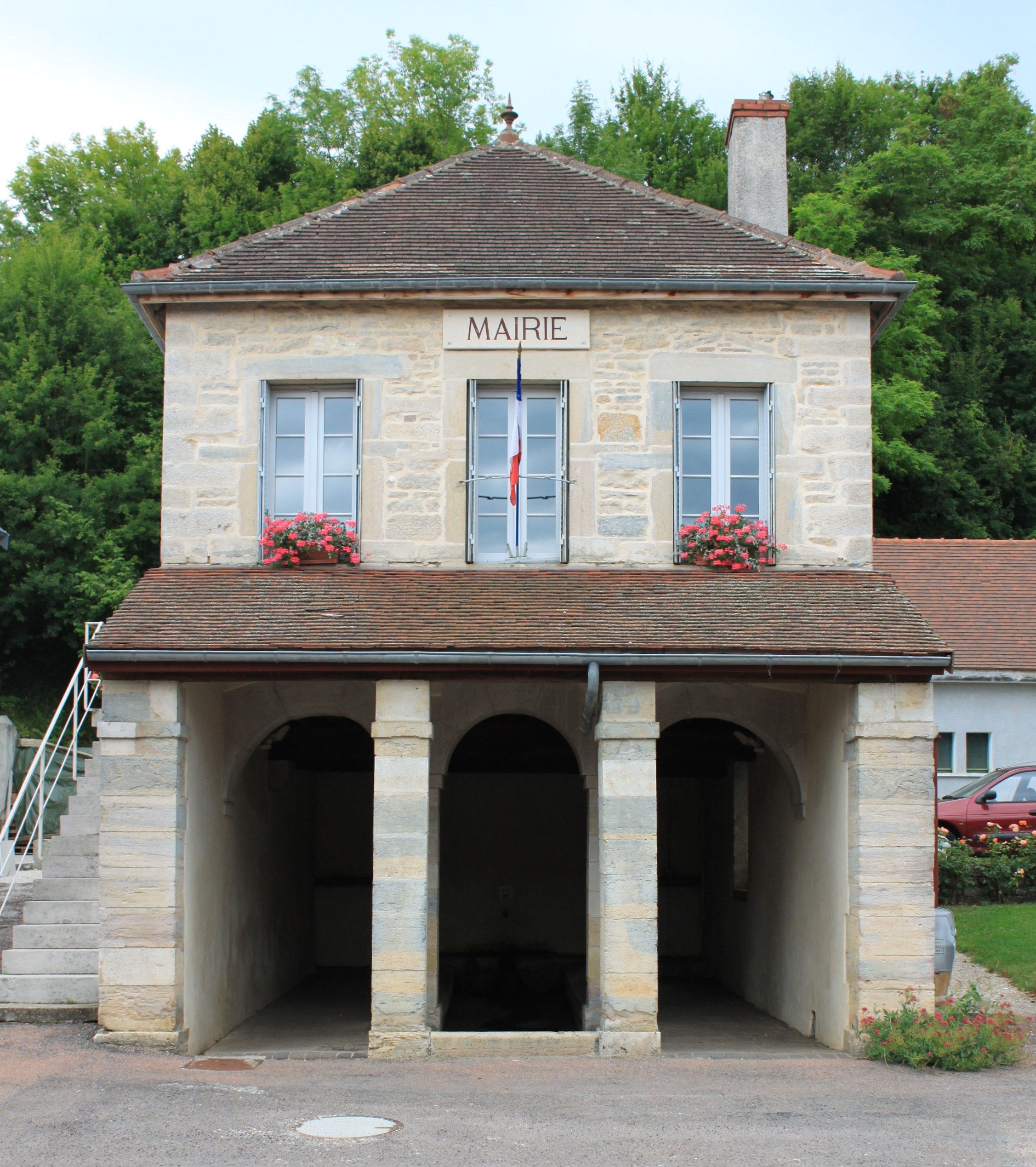
Mairie-lavoir de Reulle-Vergy (1826-1834)
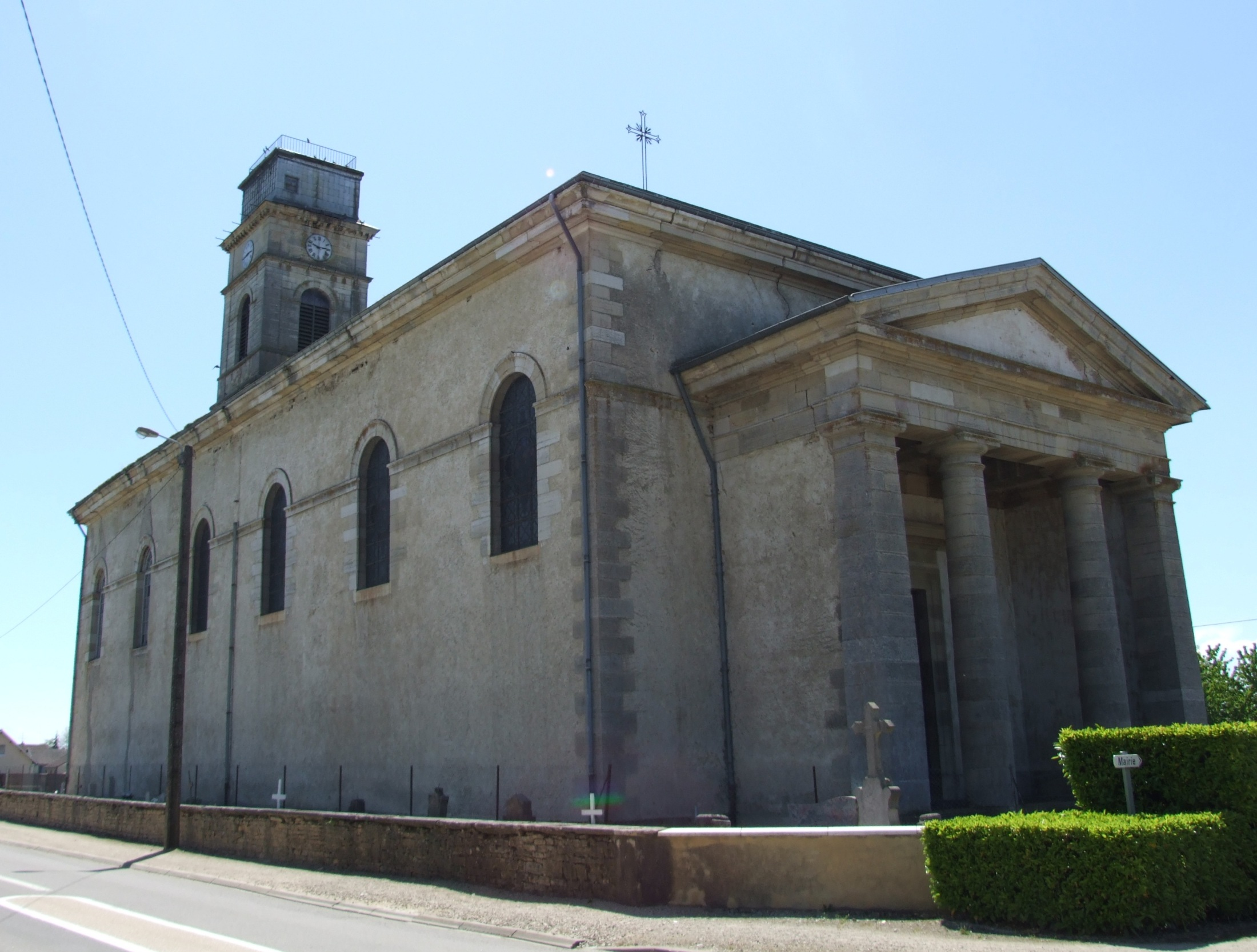
Église Saint-Martin d'Arc-sur-Tille (1829)
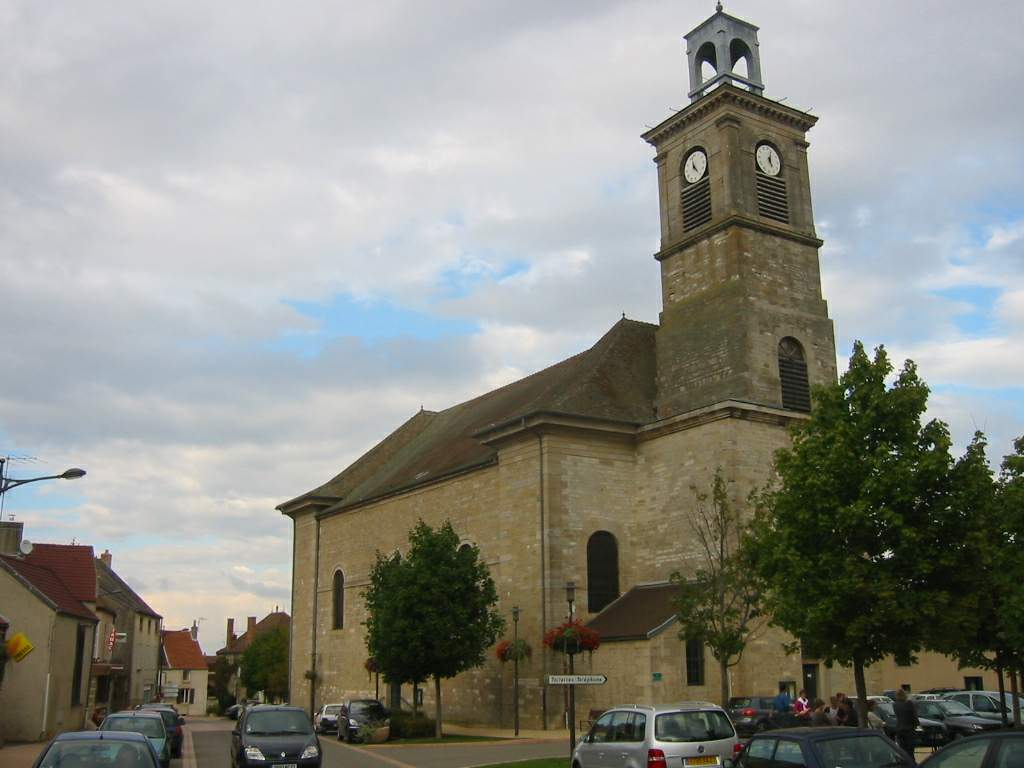
Église Notre-Dame-de-l'Assomption de Marsannay-la-Côte (1839)